# Polytrichum subcarinatum
Polytrichum subcarinatum là một loài Rêu trong họ Polytrichaceae. Loài này được Hampe miêu tả khoa học đầu tiên năm 1875.